# Округ Пајк (Кентаки)
Округ Пајк (енгл. Pike County) је округ у америчкој савезној држави Кентаки.

## Демографија
По попису из 2010. године број становника је 65.024, што је 3.712 (-5,4%) становника мање него 2000. године.
| Група             | 2000.          | 2010.          |
| Белци             | 67.267 (97,9%) | 63.431 (97,6%) |
| Афроамериканци    | 312 (0,5%)     | 349 (0,5%)     |
| Азијати           | 280 (0,4%)     | 296 (0,5%)     |
| Хиспаноамериканци | 450 (0,7%)     | 446 (0,7%)     |
| Укупно            | 68.736         | 65.024         |